# Massartella hirsuta
Massartella hirsuta is een haft uit de familie Leptophlebiidae. De wetenschappelijke naam van de soort is voor het eerst geldig gepubliceerd in 2009 door Derka, Svitok & Schlögl.
De soort komt voor in het Neotropisch gebied.